# Шебец, Иларион
Иларион Шебец (род. XIX, Станислав — 1945 в Германии) — один из основателей Украинской лютеранской церкви. Первый глава Украинской Евангельской Церкви Аугсбургского Исповедания и лютеранский пастор.

## Биография
Очень мало известно о биографии Илариона Шебца. Он получил теологическое образование в Германии. В 1930 году на первом Украинском Евангельском конгрессе во Львове был избран главой Украинской Евангельской Церкви Аугсбургского Исповедания. Был рукоположён пастором общины УЕЦАИ «Святого Густава II Адольфа», село Манява. Соответственно воспоминаниям, Иларион Шебец жил в Станиславе. Прежде чем начать богослужение, пастырь Шебец продолжал катехизационные занятия по домам членов общины. Когда же было построено церковное здание, он продолжал воскресные богослужения. Каждое богослужение было литургическим, во время которого почти все люди вставали и участвовали в общей исповеди. Впоследствии пастырь Шебець заболел — у него началась гангрена ноги, ему ампутировали ногу, и он уехал из села. Иларион Шебец закончил свой жизненный путь в Германии, потому что был женат на немке.
Пастор Иларион Шебец состоял в переводческо-проверочной комиссии по созданию современного украинского перевода Святого Писания под руководством митрополита Илариона (Огиенко). Весной 1936 года И. Шебец начал работу вместе с комиссией, и в 1938 году был издан Новый Завет. К концу 1939 года была переведена вся Библия, но полнейшую проверку перевода помешала провести Вторая мировая война. Во время этой войны пастор И. Шебец был убит.